# 조용훈
조용훈(趙用勳, 1987년 10월 29일 ~ )은 전 KBO 리그 넥센 히어로즈의 투수이다.

## 현대 유니콘스시절
2006년 성남고등학교를 졸업하고 현대 유니콘스에 입단했다.

## 넥센 히어로즈시절
2008년에 입단하였지만 큰 활약이 없었다

## 상무 야구단시절
2009년 시즌이 끝나고 입대하여 복무를 마치고 2011년 제대하였다.

## 넥센 히어로즈복귀
별다른 활약을 보여주지 못하고 방출되었다.

## 출신 학교
- 서울화곡초등학교
- 성남중학교
- 성남고등학교